# Merchant Marine Korean Service Medal
La Merchant Marine Korean Service Medal (en français : Médaille du service en Corée de la marine marchande), en abrégé MMKSM, est une décoration civile de la marine marchande des États-Unis.
La décoration est décernée aux officiers et aux hommes pour le service à bord de navires marchands battant pavillon américain dans les eaux de la Corée entre le 30 juin 1950 et le septembre 1953, pendant la guerre de Corée.
Elle est créée par l'United States Maritime Administration (administration maritime des États-Unis) le 24 juillet 1956.
Avant 1992, la Merchant Marine Korean Service Medal n'était qu'une décoration de ruban uniquement. Par la suite, une médaille a été fixée au ruban.

Ce qui suit est une note de conception : « le portail torii et le taegeuk sont traditionnellement associés à la Corée, la chaîne du navire fait allusion au service maritime. ».

## Sources
- (en) Cet article est partiellement ou en totalité issu de l’article de Wikipédia en anglais intitulé « Merchant Marine Korean Service Medal » (voir la liste des auteurs).